# Pierre Lièvre
Pierre Lièvre est un écrivain, traducteur, critique littéraire et bibliophile français né le 10 novembre 1882 à Paris 12e et mort à Ivry-sur-Seine le 28 avril 1939. Il a publié, entre autres, dans Les Marges, Le Jour, Le Divan et le Mercure, parfois sous le pseudonyme de Pierre de Hase.
Il avait en outre hérité de son père d’un important commerce de bois à Ivry-sur-Seine dont il assurait la gestion en journée.

## Œuvres choisies

### Traductions et édition
- Publii Ovidii Nasonis Ars Amandi [L'Art d'aimer d'Ovide], traduction nouvelle de Pierre Lièvre, ill. d'André Lambert, Le Livre du Bibliophile, G & R. Briffaut Editeurs, 1923, 201 p., ill.
  - Rééd., ill. de A.-E. Marty, 1935.
  - Rééd., Paris, Les Propylées, 1946, ill.
- Anthologie des poètes du Divan, avec une introduction par Pierre Lièvre, Paris, Le Divan, 1923, 144 p. (BNF 33243146) Lire en ligne.
- Crébillon fils, Œuvres, établissement du texte et préface par Pierre Lièvre, Paris, Le Divan, 1929-1930, 5 tomes (287, 331, 356, 266, 351 p.).
- Corneille, Œuvres complètes, préf. et notes de Pierre Lièvre, Paris, Nouvelle revue française, Bibliothèque de la Pléiade, 1934, 2 vol. (n° 19, 1048-[2] ; n° 20, 1118-[2] p.)
  - Rééd. complétée par Roger Caillois, Paris, Bibliothèque de la Pléiade, 1950, 1276 p.
  - Rééd., 1957[6].

### Essais, critiques et articles
- Notes et réflexions sur l'art poétique, Paris, B. Grasset, 1911, 175 p. (BNF 30818719).
- Sacha Guitry, Les Marges, 15 mai 1918, p. 193-198 (BNF 38675853).
- Abel Hermant, Les Marges 15 mai 1919, p. 261-274 (BNF 38676241).
- Esquisses critiques [1ere série], Paris, La Renaissance du livre, 1921, 193 p. (BNF 30818712). Au sujet de : Robert de Montesquiou, Georges Courteline, Henri Lavedan, Paul Bourget, Henri de Régnier, Abel Hermant, Sacha Guitry, Henry Bataille, Marcel Boulenger, Robert de Flers, Gaston Arman de Caillavet, Paul-Jean Toulet, Eugène Montfort, Henri Lavedan, Henri de Régnier.
- Paul Valéry, Paris, Le Divan, 1924.
- Esquisses critiques [2e série], Paris, Éditions du Divan, 1924, 221 p. (BNF 30818713). Au sujet de : Claude Farrère, le comte de Comminges. Gérard d'Houville, la comtesse de Noailles, Jean Giraudoux, Maurice Rostand, Tristan Klingsor, Pierre Benoît, Moréas, Pierre Hamp, Louis de la Salle (poète, 1872-1915 ; (BNF 11526601)), André Puget.
- Maurras, Paris, Le Divan, 1925.
- Esquisses critiques [3e série], Paris, Éditions du Divan, 1929, 239 p.  Au sujet de : Valéry Larbaud, Paul Valéry, Louis Codet, Charles Maurras, André Gide, Marcel Schwob, Paul Morand (BNF 41662516).
- Si j'étais Haussmann, où je mettrais des statues, où je n'en mettrais pas, L'Œuvre, 8 janvier 1929, n° 4848, lire en ligne.

- Supplément au Paradoxe sur le comédien de Diderot, éd. du Trianon, 1929 (coll. Suppléments à quelques œuvres célèbres[7] ; n° 8), 118 p. Cuivres et bois originaux de C. Brandel.
- Pierre Corneille et son œuvre : quatre causeries pour la radio à l'occasion du tricentenaire du Cid, Paris, Le Divan, 1937.
- Portrait de M. Eugène de Montfort, Le Divan.
- Notes et réflexions sur l'Art poétique, Paris, Le Divan.

### Théâtre et dialogue
- Iphigénie, ou Le Sacrifice d'Agamemnon, tragédie en cinq actes, Paris, Renaissance du livre, [1916], 129 p. (BNF 39774394).
- Ah ! que vous me plaisez ! Dialogue moral, Paris, Bibliothèque des Marges, 1913, 78 p. (BNF 36957973).
- Quelle horreur ! [théâtre], Paris, Bibliothèque des Marges, à la Librairie de France, 110, boulevard Saint-Germain, 1923.

### Autres œuvres personnelles
- Reproches à une dame qui a coupé ses cheveux, 1927.
- Petites choses, Paris, Stock, 1904, 91 p., ill. (BNF 33534882).
- Jeux de mots, Paris, P.-V. Stock, 1909, 180 p. (BNF 30818717).
- Le roman sournois, Paris, P.-V. Stock, 1909, [8]-127 p. (BNF 35215205).
- Petites choses, Paris, Stock, 1904, 91 p. (BNF 33534882).
- Ouvrages galants et moraux, Paris, Gallimard, NRF, 1929 [5e éd.], 227 p. (BNF 38677819).
  - 8e éd., 1930, 229 p. (BNF 32385343).
- Jeunesse se fane, Paris, Le Divan, 1925, coll. Les soirées du Divan, n° 13.